# 長谷川俊明
長谷川俊明（はせがわ としあき、1948年9月13日- ）は、日本の弁護士。

## 略歴
千葉県茂原市出身。1973年早稲田大学法学部卒業、1977年弁護士登録（第一東京弁護士会）、1978年ワシントン大学法学修士。
1978年-79年サリバン・クロムウェル法律事務所（ニューヨーク）勤務、1979年-80年スローター・アンド・メイ（ロンドン）法律事務所勤務。現在、長谷川俊明法律事務所代表弁護士。2020年現在、電通取締役（監査等委員・独立社外取締役）を務めている。

## 著書
- 『英国銀行法の焦点』東京布井出版 弁護士実務叢書 1980
- 『ワラント付社債 新株引受権付社債の理論と実務』東京布井出版 1981
- 『法律英語のカギ 契約・文書・術語』東京布井出版 1985
- 『法律英語の事典 英和・和英・会社』東京布井出版 1985
- 『法律英語と金融 マネー・情報・総索引』東京布井出版 1986
- 『戦略訴訟』正続　東京布井出版 1986-89
- 『法律英語のヒント 誰にもわかるアメリカ法』東京布井出版 1987
- 『法律英語のカギ 続 (英文契約のキーワード)』東京布井出版 1988
- 『法律英語と金融 金融・情報・ニューメディア』東京布井出版 1988
- 『訴訟社会アメリカ 企業戦略構築のために』1988 中公新書
- 『海外進出の法律実務 法的リスクマネジメントの展開』中央経済社 1989
- 『国際法務の常識』講談社 1990
- 『競争社会アメリカ 競争は善、独占は悪』1991 (中公新書)
- 『ローダス法律英語辞典』東京布井出版 1991
- 『法律英語ミニ辞典 ミニ・ローダス英和』東京布井出版 1992
- 『法律英語のプロ 契約と裁判』東京布井出版 1992
- 『日米パテント・ウォー』弘文堂 1993
- 『日米法務摩擦』中央公論社 1993
- 『国際ビジネス判例の見方と活用』中央経済社 1993
- 『法律英語の用語 用語・用法・法令名』東京布井出版 1993
- 『海外進出の法律実務 法的リスクマネジメントの展開』中央経済社 1993
- 『ビジネス法律英語入門』日本経済新聞社(日経文庫)　1994
- 『PL法逐条マニュアル 一時間マスターPL法』東京布井出版 1995
- 『独占禁止法と規制緩和 金融自由化とその周辺』東京布井出版 1995
- 『株主代表訴訟マニュアル100カ条』保険毎日新聞社 1995
- 『法律英語ミニ辞典 ミニ・ローダス英和』東京布井出版 1996
- 『紛争処理法務』税務経理協会 企業法務全集　1996
- 『ワラント付社債 ベンチャー企業の資金調達手段』東京布井出版 1996
- 『新民訴法・文書管理の要点 マニュアルづくり20講』東京布井出版 1997
- 『法律英語と金融』東京布井出版 1998
- 『新外為法とリスクマネジメント』中央経済社 1998
- 『国際法務』税務経理協会 企業法務全集 1998
- 『持株会社とM&Aの法務戦略』シグマベイスキャピタル 金融職人技シリーズ　1999
- 『法律英語ミニ辞典 ミニ・ローダス英和』東京布井出版 1999
- 『訴訟社会ニッポンの到来 戦略訴訟マネジメント』東京布井出版 1999
- 『戦略的企業法務 リスクマネジメントとしてのコンプライアンス経営』経済法令研究会 1999
- 『法律英語のプロ 英文契約書の作り方と裁判』東京布井出版 1999
- 『リスクマネジメントの法律知識』日本経済新聞社(日経文庫)1999
- 『法律英語のヒント 誰にもわかるアメリカ法』東京布井出版 1999
- 『英文契約100 Q&A』商事法務研究会 2000
- 『事業再構築とM&Aの法務戦略 持株会社,株式交換,会社分割,民事再生手続などの活用』シグマベイスキャピタル　金融職人技シリーズ　2000
- 『法律英語のプロ ネット取引と英文契約・紛争解決』東京布井出版 2001
- 『法律英語の用語 用語・用法・法令名』東京布井出版 2001
- 『法律英語の事典 会社の英語』東京布井出版 2001
- 『法律英語のカギ 続』東京布井出版 2002
- 『ローダス21法律英語辞典 英和・和英索引(逆引)』東京布井出版 2002
- 『電子商取引の法的ルールと紛争予防完全対応策』日本法令 2002
- 『危機管理30章 法的リスクマニュアル』東京布井出版 2002
- 『はじめての英文契約書起案・作成完全マニュアル』日本法令 2003
- 『新・法律英語のカギ 契約・文書』レクシスネクシス・ジャパン 法律英語シリーズ 2005
- 『新会社法が求める内部統制とその開示』中央経済社 2005
- 『実践個人情報保護対策Q&A これで万全!「利用目的」と「開示」等への対応』経済法令研究会 2005
- 『敵対的企業買収への対応Q&A』経済法令研究会 2005
- 『新会社法が求める内部統制とその開示』中央経済社 2006
- 『法律英語の用法・用語』レクシスネクシス・ジャパン 法律英語シリーズ 2006
- 『「聞きたい」「知りたい」実践新会社法対策Q&A 経営者が押さえておきたい必須ポイント』経済法令研究会 2006
- 『買収防衛とM&A判例集』レクシスネクシス・ジャパン 2007
- 『リスクマネジメントの法律知識』日本経済新聞出版社(日経文庫) 2007
- 『国際ビジネス判例集 知財編』レクシスネクシス・ジャパン 2007
- 『法律英語と紛争処理 民事訴訟手続・ADR・倒産手続他』レクシスネクシス・ジャパン 法律英語シリーズ 2007
- 『ローダス21最新法律英語辞典 英和・和英索引「逆引」』東京堂出版 2007
- 『グループ経営の内部統制 会社法・日本版SOX法に完全対応』中央経済社 2007
- 『外部委託の契約実務 内部統制の決め手となる社外リスク管理』中央経済社 2008
- 『内部統制が求める評価・監査体制』中央経済社 2008
- 『法律英語と会社』レクシスネクシス・ジャパン 法律英語シリーズ 2008
- 『新・法律英語のカギ 契約・文書』レクシスネクシス・ジャパン 法律英語シリーズ 2009
- 『リスク管理の内部統制』中央経済社 2009
- 『法律英語と金融 基本契約から国際金融法務まで』レクシスネクシス・ジャパン 法律英語シリーズ 2010
- 『海外事業の監査役監査』中央経済社 2010
- 『法律英語の使い分け辞典 語源に学ぶ国際弁護士のための LAWDAS 21』東京堂出版 2011
- 『海外子会社の契約書管理 英文・中文対比』中央経済社 2012
- 『条項対訳英文契約リーディング』レクシスネクシス・ジャパン 2012
- 『海外事業の監査実務』中央経済社 2013
- 『条項対訳中文契約リーディング』レクシスネクシス・ジャパン 2013
- 『アクティビスト対応の株主総会準備』中央経済社 2014
- 『英文契約一般条項の基本原則Q&A』中央経済社 2015
- 『新しい取締役会の運営と経営判断原則』中央経済社 2015
- 『法律英語と紛争処理 民事訴訟手続・ADR・倒産手続他』レクシスネクシス・ジャパン 法律英語シリーズ 　2015
- 『マイナンバー時代の身近なコンプライアンス』経済法令研究会 経法ビジネス新書 2015
- 『「国際商事法」の事件簿 過去の有名事件から学ぶ国際ビジネス紛争の解決策』経済法令研究会 2015
- 『海外子会社のリスク管理と監査実務』中央経済社 2017

### 共編著
- 『ビジネス法律英語辞典』阿部佳基共編 日本経済新聞社 1991
- 『東西合弁の法律実務 ソ連・東欧圏への進出と合弁契約』斎藤隆広共著 中央経済社 1991
- 『中国投資の法的リスクマネジメント 失敗例の分析と対策』沙銀華共著 中央経済社 1996
- 『現代企業法務の課題と対策』全3巻　渡邊顯共総編集 新日本法規出版 1998
- 『金融検査とコンプライアンス態勢』松本宗大共著 経済法令研究会 2000
- 『金融法務』大矢息生,牧野和夫共著 税務経理協会 企業法務全集 2000
- 『債権者からみた民事再生法 改正法に準拠』大矢息生共著 税務経理協会 2001
- 『役員の責任軽減制度活用の実務 手続・契約・規定』編著 新日本法規出版 2003
- 『委員会等設置会社・重要財産委員会導入の実務』末永敏和,稲葉陽二共編 中央経済社 2003
- 『入門・中国のビジネス法 法的感覚と仕組みがわかる』陳天華, 申巍共著 中央経済社 2004
- 『Q&A保険の活用と法務・税務 生保・損保・第三分野の保険』編 新日本法規出版 2006
- 『役員等の責任軽減制度活用の実務 手続・契約・規定』編著 新日本法規出版 2007
- 『中国のビジネス法務Q&A』編著,陳天華, 申巍, 下田一郎著 中央経済社 2011
- 『企業による従業員情報管理のマイナンバー対応Q&A』編著 経済法令研究会 2015
- 『業務委託契約の基本と書式』編著,荒木洋介,中山創,藤田浩貴著 中央経済社 2017
- 『ライセンス契約の基本と書式』編著,荒木洋介, 中山創,藤田浩貴著 中央経済社 2017

### 翻訳
- リチャード・ニィーリー『製造物責任の混乱 いかにして企業は州裁判所の政治から救済されうるか』保険毎日新聞社 1991
- ジェスロ・K.リーバーマン『訴訟社会』保険毎日新聞社 1993
- 『中国金融六法 1998年版』王衛軍共編訳 東京布井出版 1997